# ゼフィラ属
ゼフィラ属（ゼフィラぞく、Zephyra）は、テコフィレア科に含まれる属の一つ。

## 概要
南アメリカのチリ共和国北部～中部（ラ・アラウカニア州以北）にかけてが原産の多年草である。アタカマ砂漠周辺の乾燥地帯や灌木地帯に自生する。草丈は、コンパクタ種（Z. compacta）では10㎝未満、エレガンス種（Z. elegans）では20～40㎝ほどになる。花は総状花序で、大きく二又～三又に分離する。花色は水色だが、中心部は白色をしており、先端はやや外側に反り返る。また、ほとんど白色の花や、逆にかなり濃い水色の花があったりと、花色の個体差はかなり大きい。萼片などの外花被と、花弁が同化した同花被花の構造をしている。雄蕊、雌蕊は短く目立たない。葉は長く地上部に輪生し、内側に巻くように2対～5対の葉を出すことが多い。球根は薄皮に覆われた鱗茎になっている。1831年に発見された。エレガンス種の花茎は細く折れやすい。

## 栽培方法
耐暑性に優れ、30℃の高温にも耐えられる。逆に耐寒性には乏しく5℃以下になると枯死してしまう。砂礫地に自生しているため、保水力のある土壌を嫌うので、栽培する際は鹿沼土やパーライトを市販の培養土に混ぜ込むと良い。同科のテコフィレア属よりかなり草丈は高くなり、花は桜餅に似た芳香を持つ。梅雨～真夏時は休眠期に入る。日本での開花期は秋と春である。受粉率は高いので複数株栽培すると容易に結実し、種子の入手が出来る。

## 名称について
属名のZephyraの由来は不明。種小名のElegansは「優雅な」という意味がある。Compactaは「矮性の」という意味がある。

## 下位分類
ゼフィラ属は二種類が認められる。参考元はこちら。
- ゼフィラ・エレガンス

　（Zephyra elenans）
草丈20㎝以上になる高性のゼフィラ。
- ゼフィラ・コンパクタ

　（Zephyra compacta）
草丈は大きくても10㎝にも満たない矮性のゼフィラ。株自体も小ぶりである。

## ギャラリー

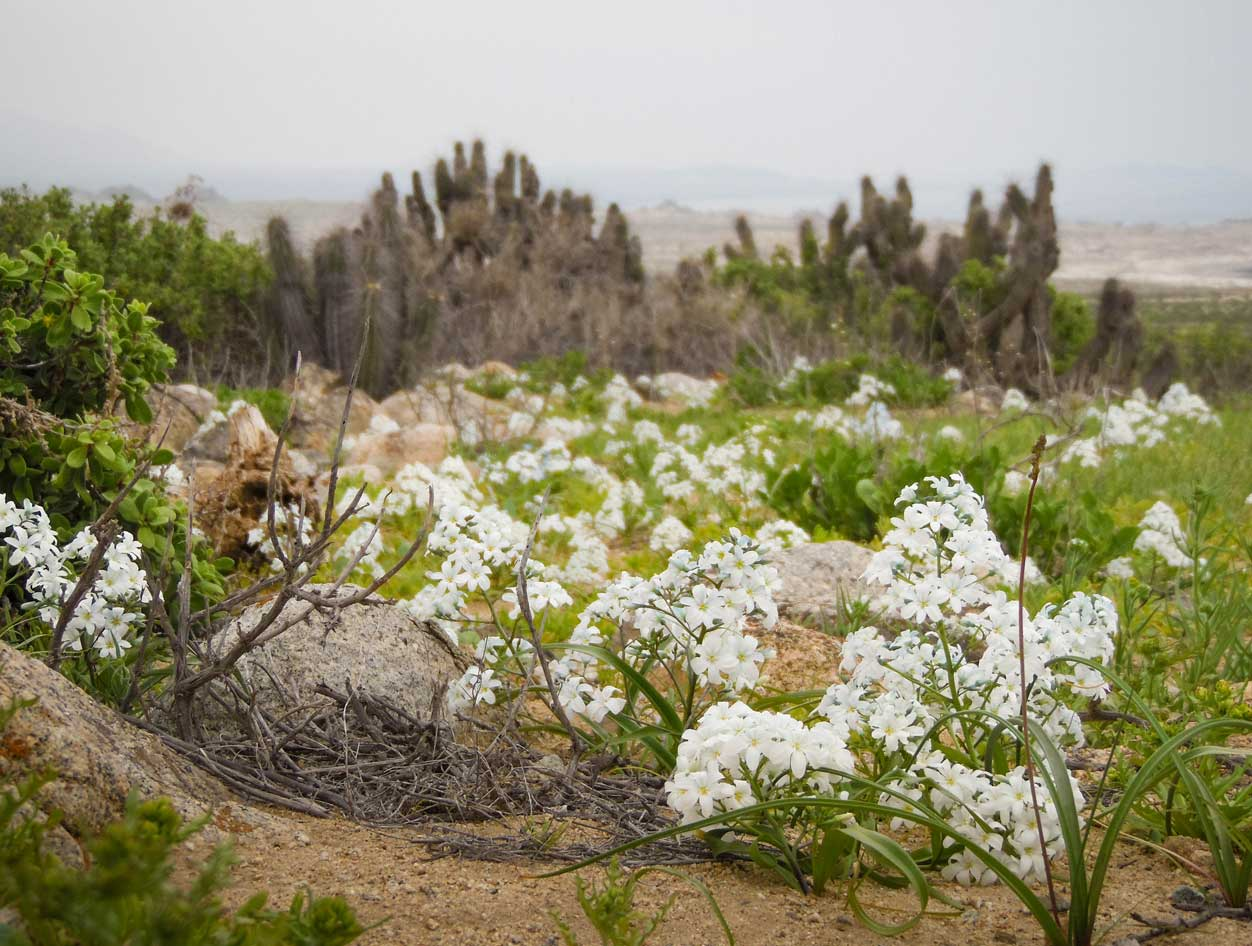
エレガンス種の群落。
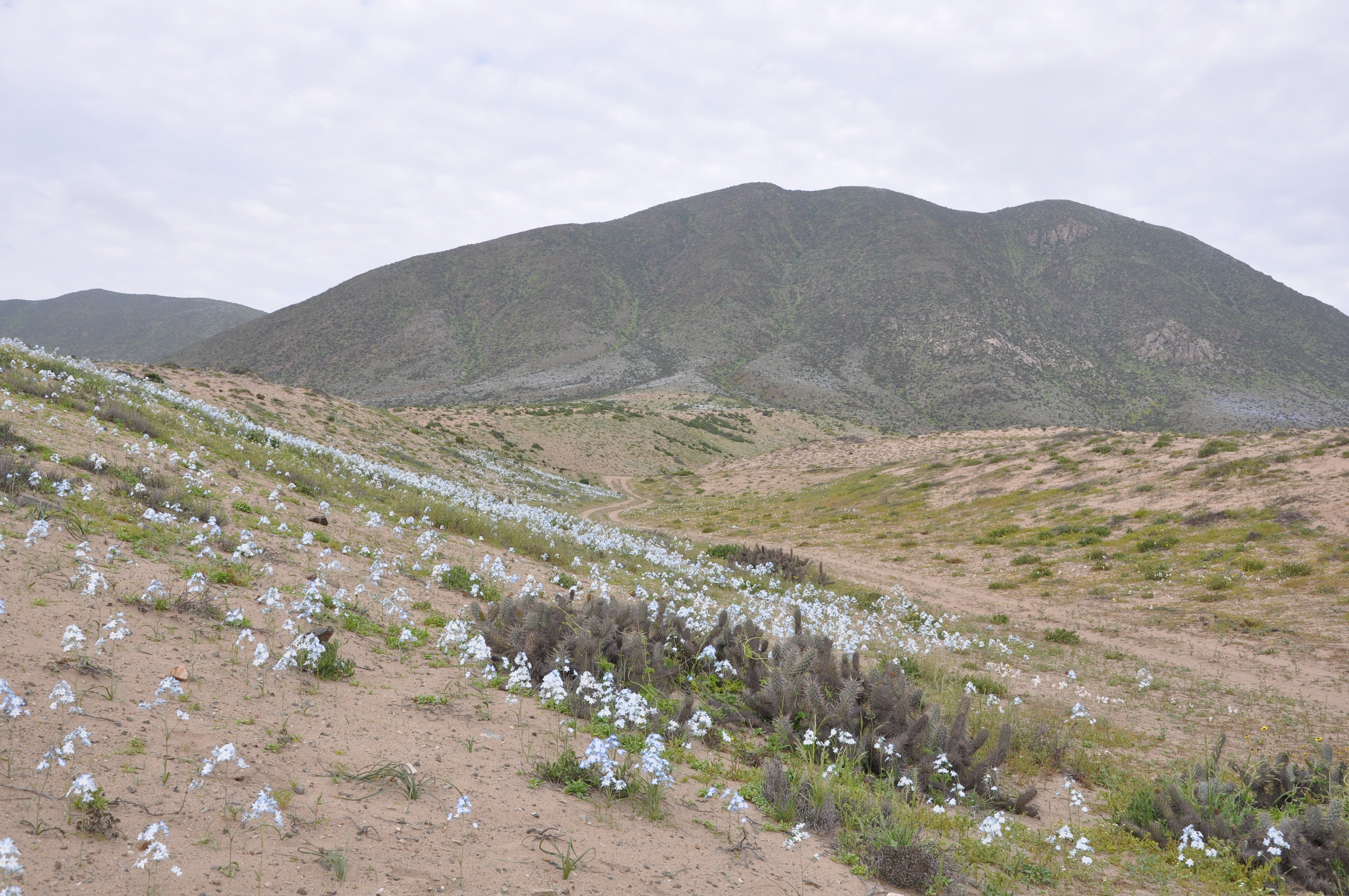
自生地の環境。